# Christian Clavier
Christian Clavier (Parigi, 6 maggio 1952) è un attore, sceneggiatore, commediografo e produttore cinematografico francese.

## Biografia
Figlio di Jean Claude Clavier, chirurgo e otorino, e Phanette Rousset-Rouard, casalinga, sorella del produttore Yves Rousset-Rouard.
Ha un fratello, Stéphane, noto regista, e una sorella, insegnante.
Dopo gli studi in scienze politiche, intraprese la carriera di attore nella troupe teatrale comica Splendid, recitando tra l'altro in vari film di genere burlesco tra cui la trilogia Les Bronzés e Le père Noël est une ordure. Il suo principale successo fu nel film I visitatori (1993), in cui interpreta il personaggio di Jean Cojon il Marpione. Successivamente è stato Asterix nelle trasposizioni cinematografiche dello storico fumetto: Asterix & Obelix contro Cesare (1999) e Asterix & Obelix - Missione Cleopatra (2002), divenendone anche il nuovo doppiatore dopo il ritiro di Roger Carel. Apprezzabili anche le sue interpretazioni nelle miniserie televisive I miserabili (2000) e Napoléon (2002).
Il 13 giugno 1998 è stato nominato Cavaliere dell'Ordine nazionale al merito e nel 2005 è stato promosso Ufficiale. Nel 2008 è stato nominato Cavaliere della Legion d'Onore. È amico dell'ex presidente della repubblica francese Nicolas Sarkozy e nel 2012 è emigrato nel Regno Unito, ma nega che ciò sia avvenuto a causa della politica fiscale punitiva di François Hollande.

## Filmografia parziale

### Cinema

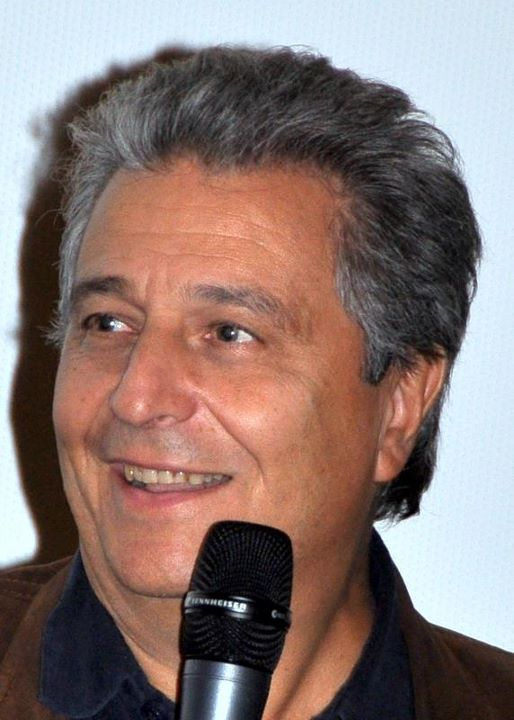
Christian Clavier nel 2011

- L'an 01, regia di Jacques Doillon e Alain Resnais (1973)
- La polizia indaga: siamo tutti sospettati (Les Suspects), regia di Michel Wyn (1974)
- Non è perché non si ha nulla da dire che si deve star zitti (C'est pas parce qu'on n'a rien à dire qu'il faut fermer sa gueule!), regia di Jacques Besnard (1975)
- Che la festa cominci... (Que la fete commence), regia di Bertrand Tavernier (1975)
- Infedelmente tua (On aura tout vu), regia di Georges Lautner (1976)
- Attenti agli occhi, attenti al... (Attention les yeux!), regia di Gérard Pirès (1976)
- Come è cambiata la nostra vita (F comme Fairbanks), regia di Maurice Dugowson (1976)
- Le diable dans la boîte, regia di Pierre Lary (1977)
- L'amore in erba (L'amour en herbe), regia di Roger Andrieux (1977)
- I miei vicini sono simpatici (Des enfants gâtés), regia di Bertrand Tavernier (1977)
- Gli aquiloni non muoiono in cielo (Dites-lui que je l'aime), regia di Claude Miller (1977)
- Les héros n'ont pas froid aux oreilles, regia di Charles Nemes (1978)
- Les bronzés, regia di Patrice Leconte (1978)
- Les bronzés font du ski, regia di Patrice Leconte (1979)
- Cocktail Molotov, regia di Diane Kurys (1980)
- Je vais craquer!!!, regia di François Leterrier (1980)
- Clara et les Chics Types, regia di Jacques Monnet (1981)
- Les babas cool, regia di François Leterrier (1981)
- Le Gendarme et les gendarmettes, regia di Jean Girault e Tony Aboyantz (1982) - non accreditato
- Le père Noël est une ordure, regia di Jean-Marie Poiré (1982)
- Elle voit des nains partout!, regia di Jean-Claude Sussfeld (1982)
- Rock 'n Torah, regia di Marc-André Grynbaum (1983)
- I visitatori (Les Visiteurs), regia di Jean-Marie Poiré (1993)
- Papy fait de la résistance, regia di Jean-Marie Poiré (1983)
- Compagni miei atto I (Twist again à Moscou), regia di Jean-Marie Poiré (1986)
- La vie dissolue de Gérard Floque, regia di Georges Lautner (1987)
- Il sosia (Grosse fatigue), regia di Michel Blanc (1994)
- Soldi proibiti (Les Anges gardiens), regia di Jean-Marie Poiré (1995)
- Les soeurs Soleil, regia di Jeannot Szwarc (1997)
- I visitatori 2 - Ritorno al passato (Les Couloirs du temps: Les Visiteurs 2), regia di Jean-Marie Poiré (1998)
- Asterix & Obelix contro Cesare (Astérix et Obélix contre César), regia di Claude Zidi (1999)
- I visitatori - Alla conquista dell'America (Les Visiteurs en Amérique), regia di Jean-Marie Poiré (2001)
- Asterix & Obelix - Missione Cleopatra (Astérix et Obélix: Mission Cléopâtre), regia di Alain Chabat (2002)
- Il bandito corso (L'enquête corse), regia di Alain Berberian (2004)
- L'antidoto (L'Antidote), regia di Vincent De Brus (2006)
- Le prix a payer, regia di Alexandra Leclère (2007)
- L'auberge rouge, regia di Gérard Krawczyk (2007)
- La Sainte Victoire, regia di François Favrat (2009)
- On ne choisit pas sa famille, regia di Christian Clavier (2011)
- Non sposate le mie figlie! (Qu'est-ce qu'on a fait au Bon Dieu?), regia di Philippe de Chauveron (2014)
- Tutti pazzi in casa mia (Une heure de tranquillité), regia di Patrice Leconte (2014)
- Il Mistero di Arkandias  (Le Grimoire d'Arkandias), regia di Alexandre Castagnetti e Julien Simonet (2014)
- Babysitting 2, regia di Nicolas Benamou e Philippe Lacheau (2015)
- I visitatori 3 - Liberté, egalité, fraternité (Les Visiteurs: La Révolution), regia di Jean-Marie Poiré (2016)
- Un sacchetto di biglie (Un sac de billes), regia di Christian Duguay (2017)
- Qualcosa di troppo (Si j'étais un homme), regia di Audrey Dana (2017)
- Benvenuti a casa mia (À bras ouverts), regia di Philippe de Chauveron (2017)
- Un figlio all'improvviso (Momo), regia di Vincent Lobelle e Sébastien Thiery (2017)
- Le avventure di Spirou e Fantasio (Les aventures de Spirou et Fantasio), regia di Alexandre Coffre (2018)
- Non sposate le mie figlie! 2 (Qu'est-ce qu'on a encore fait au Bon Dieu?), regia di Philippe de Chauveron (2019)
- Ibiza, regia di Arnaud Lemort (2019)
- Mistero a Saint-Tropez (Mystère à Saint-Tropez), regia di Nicolas Benamou (2021)
- Riunione di famiglia - Non sposate le mie figlie! 3 (Qu'est-ce qu'on a tous fait au Bon Dieu?), regia di Philippe de Chauveron (2021)
- Irréductible, regia di Jérôme Commandeur (2022)
- Cocorico, regia di Julien Hervé (2024)

### Televisione
- I miserabili (Les Misérables), regia di Josée Dayan - miniserie TV (2000)
- Napoléon, regia di Yves Simoneau - miniserie TV (2002)
- Il destino di un principe (Kronprinz Rudolf), regia di Robert Dornhelm - film TV (2006)

### Regista
- On ne choisit pas sa famille (2011)

### Doppiaggio
- Vous n'aurez pas l'Alsace et la Lorraine - film d'animazione (1977)
- Asterix e il segreto della pozione magica  - film d'animazione (2018)

## Doppiatori italiani
- Pino Insegno in L'ultimo guerriero, Tutti pazzi in casa mia, I visitatori 3 - Liberté, egalité, fraternité, Il mistero di Arkandias.
- Dario Oppido in Non sposate le mie figlie!, Qualcosa di troppo, Non sposate le mie figlie! 2, Riunione di famiglia - Non sposate le mie figlie! 3
- Massimo Rossi in Asterix & Obelix - Missione Cleopatra, L'antidoto, Un figlio all'improvviso
- Leo Gullotta ne I visitatori, Asterix & Obelix contro Cesare
- Gianluca Machelli in Mistero a Saint-Tropez, Matrimonio con sorpresa
- Stefano Masciarelli ne I visitatori 2 - Ritorno al passato
- Danilo De Girolamo in Soldi proibiti
- Roberto Draghetti ne Il bandito Corso
- Paolo Marchese in Le prix à payer
- Francesco Pannofino in Napoléon
- Stefano Benassi ne I miserabili
- Gianni Giuliano in Un sacchetto di biglie
- Giancarlo Magalli in Benvenuti a casa mia

Da doppiatore è sostituito da:
- Massimo De Ambrosis in Asterix e il segreto della pozione magica